# دیسگیوزیا
دیسگیوزیا (به انگلیسی: Dysgeusia) یا پاراگیوزیا (به انگلیسی: Parageusia)، به نارسایی چشایی با تغییر در حس چشایی گفته می‌شود. همچنین دشمزه‌ای (دشچشایی) بیشتر با اَمزه‌ای (ناچشایی)، که از دست دادن کامل حس چشایی است، و فرومزه‌ای (فروچشایی)، که یک کاهش در احساس چشایی است، پیوند دارد. یک دگرگونی در مزه و بو شاید یک فرایند دوم در وضعیت‌های گوناگون بیماری باشد یا شاید نشان‌های آغازین آن باشد. کژدیسی در حس چشایی تنها نشانه آن است، و تشخیص آن معمولاً پیچیده‌است زیرا حس چشایی با دیگر سامانه‌های حسی گره خورده‌است. علل شایع ابتلا به دُشمزی شامل شیمی‌درمانی، درمان آسم با آلبوترول و کمبود روی است. بیماری کبد، کم‌کاری تیرویید (فروتیروئیدی) و به‌ندرت برخی از انواع تشنج نیز می‌تواند منجر به دُشچشایی شوند. داروهای گوناگون همچنین می‌توانند مسئول دگرگونی مزه (چشایی) و باعث دیسگوزیا باشند. با توجه به گونه‌گونی دلایل دچار به دشمزه‌ای، بسیاری درمان‌های شدنی هست که در کاهش یا پایان نشان‌های دشچشایی اثرگذار اند. این‌ها شامل بزاق مصنوعی، پلیکارپین، مکمل روی، تغییرهایی در دارو درمانی و آلفا لیپوئیک اسید اند.
واژه Dysgeusia از پیشوند dys- در انگلیسی به‌معنای بد، بیماری، سختی و واژه geûs در یونانی و پسوند اسم‌ساز ia- ساخته شده‌است.